# Stuart Pankin
Pour les articles homonymes, voir Pankin.
Stuart Pankin est un acteur américain né le 16 avril 1946 à Philadelphie, Pennsylvanie (États-Unis).

## Filmographie

### Cinéma
- 1976 : Next Stop, Greenwich Village : Man at Party
- 1979 : Scavenger Hunt de Michael Schultz : Duane
- 1980 : The Hollywood Knights de Floyd Mutrux : Dudley Laywicker
- 1980 : Space Connection (Hangar 18) : Sam Tate
- 1981 : Earthbound : Sweeney
- 1981 : Dent pour dent : Nicky LaBelle
- 1984 : Divorce à Hollywood (Irreconcilable Differences) de Charles Shyer : Ronnie
- 1985 : The Dirt Bike Kid : Mr. Hodgkins
- 1987 : Liaison fatale (Fatal Attraction) : Jimmy
- 1987 : Magie Rose (Love at Stake) : Juge John
- 1989 : That's Adequate : Sigmund Freud
- 1989 : Détectives en folie (Second Sight) : Preston Pickett Ph.D.
- 1990 : Arachnophobie (Arachnophobia) : Sheriff Lloyd Parsoncinéma 1991 : Mannequin: On the Move : Mr. James
- 1991 : Chienne de vie (Life Stinks) : Pritchard
- 1992 : Psychose meurtrière (The Vagrant) : Mr. Feemster
- 1993 : Betrayal of the Dove : Gabe, Anesthesiologist
- 1994 : Les Complices (I Love Trouble) de Charles Shyer : Society Photographer
- 1994 : Le Silence des jambons (Il Silenzio dei prosciutti) : Insp. Pete Putrid
- 1994 : Squanto: A Warrior's Tale : Brother Timothy
- 1994 : Beanstalk : Giant
- 1995 : Napoléon en Australie (Napoleon) : Perenti Lizard / Father Penguin (voix)
- 1995 : Congo : Boyd, Audience at Elliot's Lecture
- 1996 : Le Souffre-douleur (Big Bully) : Gerry
- 1996 : Striptease d'Andrew Bergman : Alan Mordecai
- 1997 : Le Nouvel Espion aux pattes de velours (That Darn Cat) : Smoker in Fur Coat
- 1997 : Chérie, nous avons été rétrécis (Honey, We Shrunk Ourselves) (vidéo) : Gordon Szalinski
- 1999 : The Settlement : Insurance Agent
- 1999 : Rencontre dans la 3e dimension (Encounter in the Thrid Dimension) : The Professor / M.A.X. (voix)
- 2001 : D4G (vidéo) : Stuart Dorfman
- 2002 : Now You Know : Mr. Victim
- 2003 : Misadventures in 3D : Professor, Max
- 2004 : Miss Cast Away : Noah

### Télévision
- 1977 : The San Pedro Bums : Stuf
- 1980 : Valentine Magic on Love Island : Harvey
- 1981 : The Brady Girls Get Married : Frank
- 1982 : No soap (No soap, radio) (série télévisée) : Tuttle
- 1983 : Not Necessarily the News (série télévisée) : Bob Charles (unknown episodes)
- 1987 : A Different Affair : Robert
- 1989 : Nearly Departed (série télévisée) : Mike Dooley (unknown episodes)
- 1989 : Falcon Crest ("Falcon Crest") (série télévisée) : Jace Sampson (unknown episodes, 1989-1990)
- 1993 : Bonkers (série télévisée) : Mammoth Mammoth  /  ... (unknown episodes)
- 1993 : Animaniacs (série TV) : Additional Voices (unknown episodes)
- 1994 : Tel père, tel scout (Father and Scout) : Aaron
- 1995 : Aux portes de l'enfer (Down, Out & Dangerous) : Calvin Burrows
- 1996 : Nick Freno: Licensed Teacher (en) (série télévisée) : Kurt Fust (unknown episodes, 1996-1997)
- 1998 : Babylon 5: The River of Souls : James Riley
- 1998 : Le Plus beau cadeau de Noël (Like Father, Like Santa) : Snipes
- 1998 : For Your Love (série télévisée) : Mr. Gerard (unknown episodes, 1998-2000)
- 1999 : Uncle Gus in: For the Love of Monkeys) : Uncle Gus (voix)
- 1999 : Zenon, la fille du XXIe siècle : Commander Edward Plank
- 1999 : Batman Beyond: The Movie : Key Negotiator (voix)
- 2001 : Zenon et les Aliens : Commander Edward Plank
- 2001 : Au rythme du destin (Chasing Destiny) : Mike Ditlow
- 2004 : Zenon et la Déesse de la Lune : Commander Plank